# Turacyna

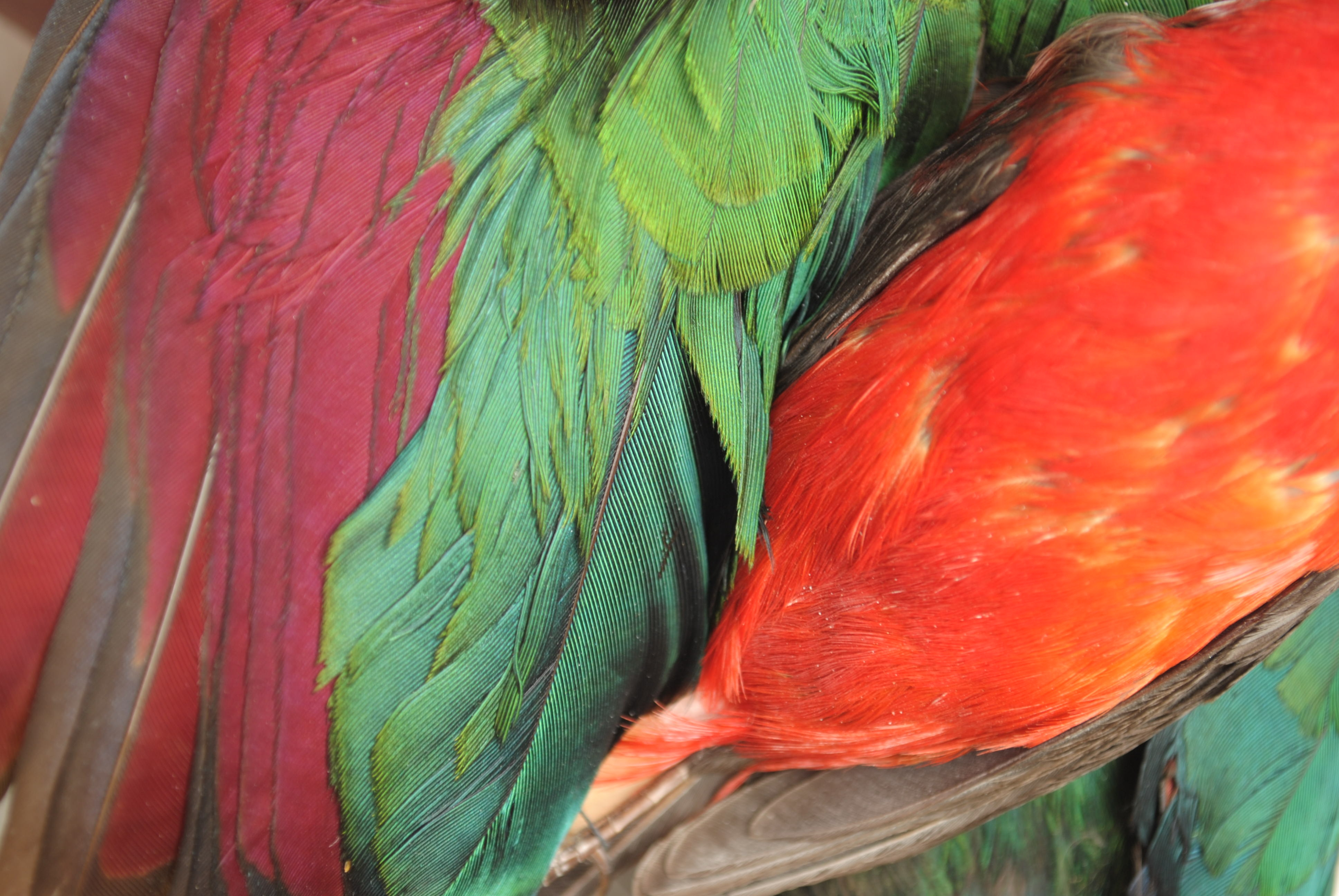
Turacyna (widoczna na piórach turaka kameruńskiego po lewej) w porównaniu z karotenoidem (pióra tapirangi purpurowej z prawej).
Zielone pióra turako (w środku) zawierają turakowerdynę.

Turacyna – unikatowy czerwony barwnik organiczny z rodzaju porfiryn występujący naturalnie wyłącznie w piórach niektórych przedstawicieli ptaków z rodziny turakowatych. Ten zawierający miedź związek jest odpowiedzialny za czerwonofioletowy kolor upierzenia turaków. Pod wpływem wilgoci zmienia kolor na granatowy. Inne gatunki ptaków podobne barwy zawdzięczają głównie pochodzącym z roślin karotenoidom.